# Interrail (film)
Cet article concerne le film français. Pour le titre de transport international, voir InterRail. Pour le film suédois, voir Inter Rail.
Pour plus de détails, voir Fiche technique et Distribution.
Interrail est un film français réalisé par Carmen Alessandrin, sorti en 2018.

## Synopsis
Un groupe de jeunes décide de voyager à travers l'Europe à l'aide d'un pass InterRail.

## Fiche technique
- Titre : Interrail
- Réalisation : Carmen Alessandrin
- Scénario : Carmen Alessandrin et Julie Manoukian
- Musique : Germain Vaudaux
- Photographie : Pierre Dejon
- Montage : Baptiste Druot
- Production : Lisa Azuelos et Julien Seul
- Société de production : Bien Sûr Productions, Love is in the Air, NJJ Entertainment, Pathé, Orange Studio et A Plus Image 8
- Société de distribution : Apollo Films (France)
- Pays :  France
- Genre : Comédie
- Durée : 91 minutes
- Dates de sortie : 
  - France : 11 juillet 2018

## Distribution
- Marie Zabukovec : Lou
- Carl Malapa : Malik
- Manon Valentin : Fiona
- Guillaume Arnault : Solal
- Abraham Wapler : Paul
- Ambroise James Di Maggio : Théo
- Dali Benssalah : Sofian
- Caro Cult : Ana
- Amelie Plaas-Link : Inge
- Thaïs Alessandrin : Leïla

## Accueil
Jean Serroy pour Le Dauphiné libéré compare le film à L'Auberge espagnole de Cédric Klapisch. Pour Le Parisien, le film « rend un bel hommage à cette génération Y, parfois désorganisée, égoïste ou désintéressée mais plus que jamais libre ! ». Véronique Cauhapé pour Le Monde trouve que le film « finit par ressembler à un clip de voyage pour jeunes ».